# Brenda A. Levin
Brenda A. Levin (Nueva Jersey, Estados Unidos) es una arquitecta estadounidense y defensora de la preservación histórica en Los Ángeles. Es miembro del Instituto Americano de Arquitectura. Sus mayores proyectos incluyen la restauración de lugares emblemáticos de Los Ángeles como el edificio Bradbury, el Observatorio Griffith, el Teatro Wiltern, el Palacio Municipal, el Gran Mercado Central, y el Estadio de los Dodger.

## Trayectoria
Levin nació en 1946 en Nueva Jersey. Estudió diseño gráfico en Carnegie Mellon y en la Universidad de Nueva York, y arquitectura en la Escuela de Diseño de Harvard. Se mudó a Los Ángeles en 1976 y trabajó con el arquitecto John Lautner por 2 años. Su primer proyecto en Los Ángeles, a través de la firma Group Acron, fue la renovación del edificio James Oviatt, en la calle Oliver, dicho edificio fue luego comprado por el desarrollador Wayne Ratkovich. Este fue el primero de muchos proyectos con Ratkovich que incluyeron el Teatro Wiltern, el Mercado Chapman, el Edificio de Bellas Artes y el Campus Hércules. Abrió su propia firma, Levin & Associates, en 1980.

## Premios
- En 2008 obtuvo el 12º Premio al Espíritu Parkinson de Urbanismo, Colegio Arquitectónico de la Universidad de California del Sur (USC).[8]
- En 2010 recibió el Premio a la Medalla de Oro Presidencial por el IAA de Los Ángeles.[9]
- En 2014 fue galardonada con el Premio Rose de la Fundación de Parques de Los Ángeles.[10]
- En 2015, Levin & Associates estuvo entre los equipos que recibió un Honor Presidencial por el IAA Los Ángeles. El equipo fue reconocido como Building Team of the Year (Equipo de Construcción del Año) por el Campus Hércules que se encuentra en Playa Vista, Los Ángeles. Otros miembros del equipo fueron: The Ratkovich Company, Nabih Youssef & Associates, ARC Engineering, Galvin Preservation Associates EPT Design, Spectra Company, y Ross Project Management.[11]